# Deltote obliqua
Deltote obliqua is een vlinder van de familie van de uilen (Noctuidae). De wetenschappelijke naam van deze soort is voor het eerst voorgesteld als Bankia obliqua door Frederic Moore in een publicatie uit 1882.
De soort komt voor in India (Himachal Pradesh, Jammu en Kasjmir) en Nepal (Doti).